# Alice Spencer, Condessa de Derby
Alice Spencer (Althorp, 4 de maio de 1559 — Palácio de Harefield, 23 de janeiro de 1637) foi uma nobre inglesa da família Spencer e patrona das artes. Ela foi condessa de Derby pelo seu primeiro casamento com Ferdinando Stanley, 5.º Conde de Derby, um pretendente ao trono inglês. Pelo seu segundo casamento com Thomas Egerton, 1.º Visconde Brackley, ela foi senhora de Ellesmere e viscondessa Brackley.

## Família
Alice era a quarta filha, sétima e última criança nascida de Sir John Spencer, alto xerife de Northamptonshire e membro do Parlamento, e de Katharine Kitson. Seus avós paternos eram William Spencer de Wormleighton Manor, alto xerife de Northamptonshire e Susan Knightley. Seus avós maternos eram Sir Thomas Kitson de Hengrave Hall, xerife de Londres, e Margaret Donnington.
Alice teve seis irmãos mais velhos, que eram: John, membro do Parlamento, marido de Mary Caitlin; William, baronete de Yarnton, marido de Margaret Bowyer; Sir Richard, baronete de Offley; Anne, condessa de Dorset pelo seu terceiro casamento com Robert Sackville, 2.º Conde de Dorset; Katherine, esposa de Sir Thomas Leigh, 1.º baronete Leigh, e Elizabeth, baronesa Hudson pelo seu primeiro casamento com George Carey, 2.º barão Hudson, cujo pai era neto de Maria Bolena, irmã de Ana Bolena, a mãe da rainha Isabel I de Inglaterra.

## Biografia
Por volta de 1580, com cerca de 21 anos de idade, Alice casou-se com Ferdinando Stanley, futuro conde de Derby, filho de Henry Stanley, 4.º Conde de Derby e de Margaret Clifford, uma neta de Maria Tudor e de seu segundo marido, Carlos Brandon, 1.º Duque de Suffolk. Descendente direta do rei Henrique VII, Margaret foi por um período a primeira herdeira na linha sucessória ao trono inglês, durante o reinado de Isabel I.

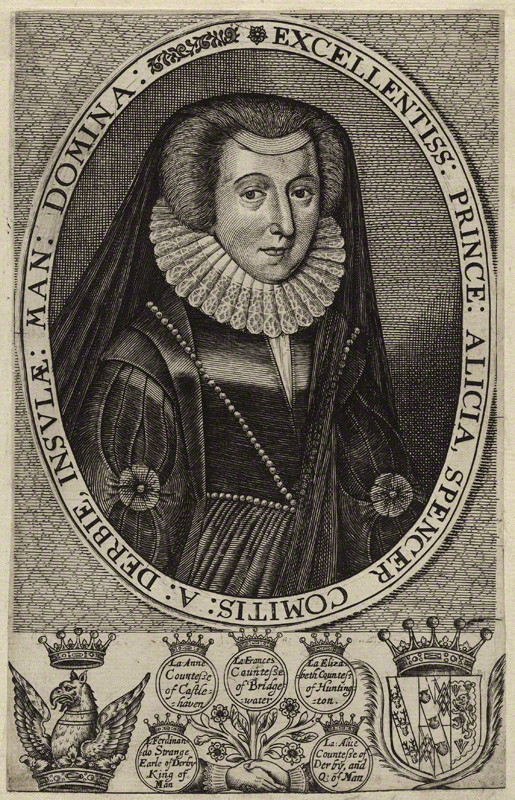
Gravura de Alice, c. 1600.

Em 25 de dezembro 1593, Alice tornou-se condessa de Derby a partir da ascensão do marido.
O casal teve três filhas. Ferdinando morreu em 16 de abril de 1594. 
Após a morte de sua sogra, Margaret, em 28 de setembro de 1596, sua filha mais velha, Anne, sucedeu a avó paterna como herdeira presuntiva ao trono de Isabel I. 
Em 20 de outubro de 1600, Alice casou-se com Thomas Egerton, como sua terceira esposa. Ele era filho ilegítimo de Sir Richard Egerton e de Alice Sparke.
Em 21 de julho de 1603, ela adquiriu o título de senhora de Ellesmere, e em 7 de novembro de 1616, tornou-se viscondessa Brackley.
Alice e Thomas fundaram a Biblioteca Bridgewater, em Chesire.
Em 1601, o visconde comprou Harefield Place. Ali, em julho de 1602, foi entretida a rainha Isabel I.
Ela ficou viúva novamente em 15 de março de 1616 ou 1617.
Em 1630, ela ordenou a construção de Haydon Hall, em Londres, após ela ficar preocupada que Mervyn Tuchet, 2.º Conde Castlehaven, o segundo marido de sua filha Anne, reivindicasse os seus estados após a sua morte.
A condessa viúva de Derby faleceu em 23 de janeiro de 1637, aos 77 anos de idade. Ela foi enterrada na Igreja de Santa Maria, a Virgem, em Harefield, Londres.

## Legado
No poema Colin Clouts Come Home Againe, Edmund Spenser representa Alice como a flor amaryllis "a mais nova, porém, a mais alta em grau", suas irmãs Elizabeth, Baronesa Hunsdon como phyllis, e Anne, Baronesa Mounteagle como charillis.
Edmund também lhe dedicou The Teares of the Muses.

## Descendência
De seu primeiro casamento:
- Anne Stanley (maio de 1580 – 8 de outubro de 1647), primeiro foi casada com Grey Brydges, 5.º Barão Chandos de Sudeley, com quem teve cinco filhos. De seu segundo marido, Mervyn Tuchet, 2.º Conde Castlehaven, não teve filhos;
- Frances Stanley (1 de março de 1583 – 11 de março de 1635), foi esposa de John Egerton, 1.º Conde de Bridgewater, enteado de sua mãe. Teve treze filhos;
- Elizabeth Stanley (6 de janeiro de 1587/88 – 20 de janeiro de 1633) foi esposa de Henry Hastings, 5.º Conde de Huntingdon, com quem teve cinco filhos.